# القصيبة (المغرب)
القصيبة هي مدينة مغربية وسط شمال البلاد. تقع القصيبة بإقليم بني ملال وتضم 18.481 نسمة (إحصاء رسمي 2004).
مدينة القصيبة تقع بين جبال الأطلس المتوسط وتتواجد شرق مدينة بني ملال على بعد 45 كلم، المدينة كانت قلعة المقاومة وجوهرة الأطلس المتوسط بما تحتويه من مميزات طبيعية هائلة. مدينة معروفة جهويا ووطنيا ودوليا بمصطاف تاغبالوت.  
كانت القصيبة تجمعا حضريا توفر الكلأ للماشية وللاختباء من ظروف الحياة القاسية والبرد الشديد الذي يسود الجبال المجاورة لكن تطور البلدة إلى مكان معروف لم يبدأ إلا عندما اشتد ضغط القبائل السخمانية القادمة من اغبالة وتيزي نيسلى على سفوح الجبال المطلة على سهول تادلة. رغبة السخمانيين في الاستفادة من أماكن الرعي إبان فصلي الخريف والشتاء مرورا بفجايت ويرة وشدة عدائهم للقبائل المجاورة وإثارتهم للفتن حتم على المخزن التفكير في إقامة قصبة لمراقبة تحركاتهم فكانت قصبة ايت ويرة التي سميت فيما بعد بالقصيبة.

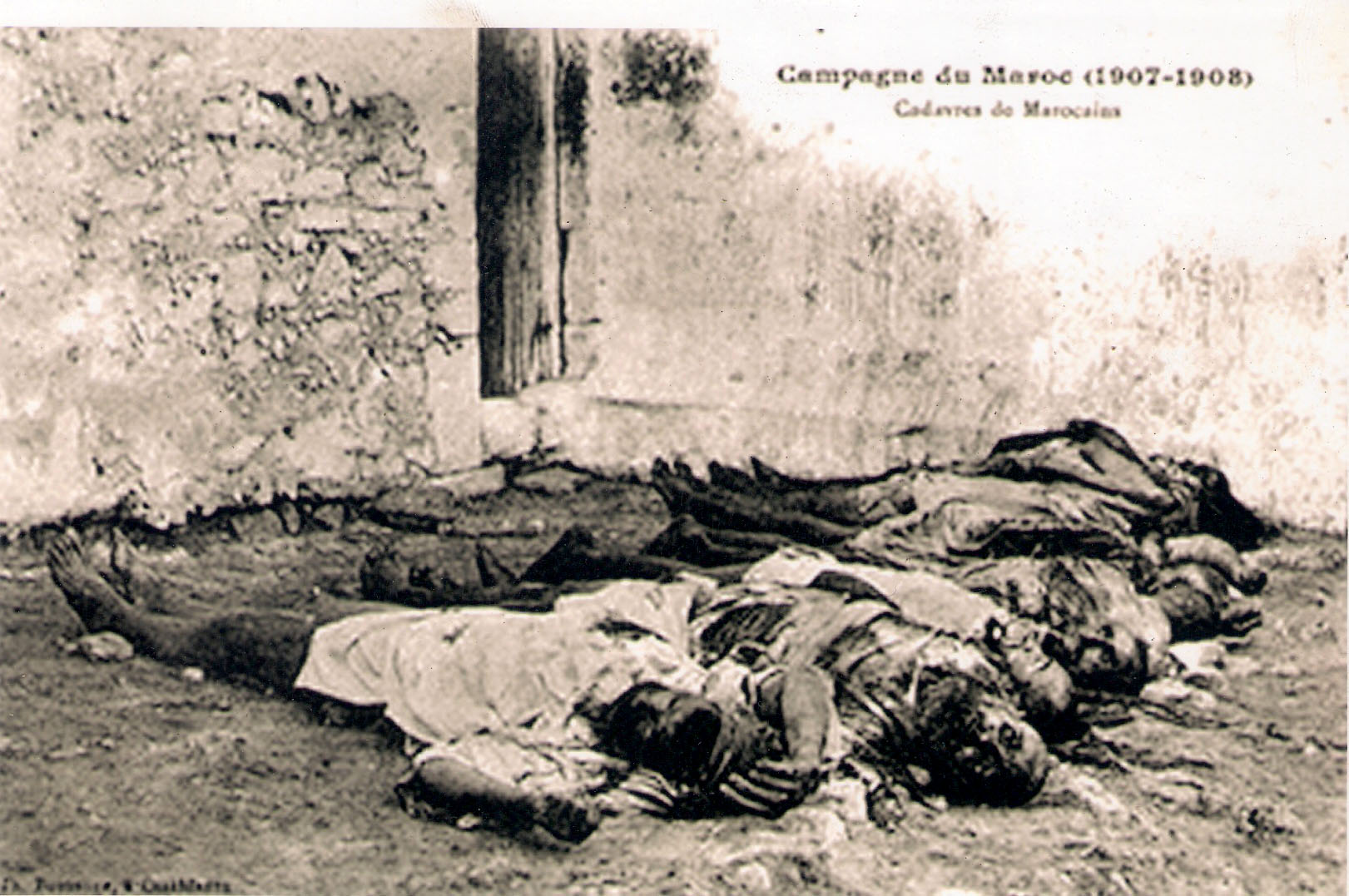
قتلى خلال حملة المغرب 1907-1908

نادى القائد موحا وسعيد الويرايري بالجهاد وقاد عدة معارك ضد الاحتلال الفرنسي  بدءا باستنفار قبيلته والقبائل المجاورة للتصدي لجيش الاحتلال ومجابهته في معارك مديونة للدفاع عن الشاوية ثم عن بن أحمد وكذلك معارك الأطلس المتوسط خصوصا بالقصيبة والمناطق المجاورة، حيث استشهد كثير من المغاربة
تعرضت القصيبة بعد ذلك للتدمير من طرف كولونيل فرنسي مزهو بنفسه هو مانجان الذي لم يستسغ انهزام قواته أمام موحى وسعيد فقرر الانتقام من القصيبة بأن دمرها سنة 1913 .
تشتهر القصيبة بجمالية مناظرها الخلابة وبصناعة الزربية القصيبية التي أصبحت تعد إرثا ثقافيا لدقة ألوانها. كما تتميز المدينة بفولكلورها الجميل خصوص رقصة "أحيدوس" الغنية بكلمات شعرية وجمالية يقترن إنشادها بمواسم الحصاد أو الاحتفال بالعرس أو الأنشطة الاجتماعية المرتبطة بعادات وتقاليد المنطقة